# ウルヴィ・ジェマル・エルキン
ウルヴィ・ジェマル・エルキン（Ulvi Cemal Erkin、1906年3月14日 - 1972年6月2日）は、トルコの作曲家。
イスタンブール出身。パリに留学してジャン・ギャロン、ノエル・ギャロン、ナディア・ブーランジェについて学んだ。1930年よりアンカラ音楽院の教授となり、1949年から1951年まで院長を務めた。ハサン・フェリット・アルナル、ジェマル・レシット・レイ、アフメト・アドナン・サイグン、ネジル・カズム・アクセスらと「トルコ5人組」を形成した。
作品には2つの交響曲、シンフォニエッタ、ヴァイオリン協奏曲、ピアノ協奏曲、ピアノとオーケストラのための協奏交響曲、室内楽曲、混声合唱のための10のトルコ民謡、ピアノ曲、歌曲などがある。